# Aleksander Świetochowski
Aleksander Świetochowski (18. ledna 1849 Stoczek Łukowski, Polsko – 25. dubna 1938 Gołotczyzna, Polsko) byl polský spisovatel, publicista, filozof a historik, aforista, kritik, politický novinář, sociální aktivista.

## Životopis
Jeho rodiče byli: Feliks Świętochowski a Michalina Skupiewska. Jeho Manželky: Wanda Trzcińska (–1932) a Maria Żydowo (1902–2004). S první ženou měl pět dětí: Maurycyho (1875–1881), Aureliho (1877), Ryszarda (1882–1941), Zenona (1884–1890) a Reginu Czajkowskou (1903).
V mládí navštěvoval školy v Siedlcích a Lublinu, kde absolvoval střední školu. Studoval na Varšavské císařské univerzitě v letech 1866–1870 na filologické a historické fakultě. V roce 1874 odešel do Lipska, kde získal na místní univerzitě doktorát filozofie (teze O vzestupu mravních práv). Vrátil se do Varšavy, kde publikoval články v Przegląd Tygodniowy. Spolupráci s redakcí ukončil v roce 1878, zároveň začal pracovat v redakci deníku „Nowiny“ (do roku 1881).
Po odchodu z Nowin založil týdeník Prawda, který redigoval až do roku 1902 (řada sloupků, Liberum veto). V letech 1908–1912 redigoval měsíčník „Kultura Polska“, poté „Humanista Polski“ a spolupracoval s „Myśla Narodowa“. Kromě společensko-politických a kriticko-literárních článků tam psal také sloupky pod pseudonymem „Posał Prawdy“. Kromě publicistiky se věnoval i dramaturgii a povídkám.
Vedl společenskou a vzdělávací činnost. Za největší dílo svého života v tomto oboru považoval vytvoření zemědělských škol v Gołotczyzně, domácí školy pro venkovské dívky (1909) zřízené Aleksandrou Bąkowskou a o tři roky později zemědělské školy pro chlapce v Bratne. Byl jedním z předních ideologů a vůdců varšavského pozitivismu.
V letech (1906–1913) založil a byl prezidentem Polské kulturní společnosti. Byl horlivým zastáncem pokroku, vzdělanosti a kultury, bojoval za zrovnoprávnění žen a Židů, bojoval proti konzervatismu, zaostalosti a klerikalismu.
Od roku 1912 až do své smrti žil v Gołotczyzně, kde navázal intimní intelektuální a osobní vazby s Aleksandrou Bąkowskou (byl dlouhá léta odloučen od své manželky). V roce 1921 se zapletl s dvacetiletou Marií Żydowou, kterou si vzal v roce 1932, hned po smrti své ženy. Zemřel 25. dubna 1938 v Gołotczyzně. Byl pohřben na hřbitově v Sońsku u Ciechanówa. Jeho vdova, Maria Świętochowska (později Grossmanová), provozovala muzeum věnované spisovateli až do roku 1959.

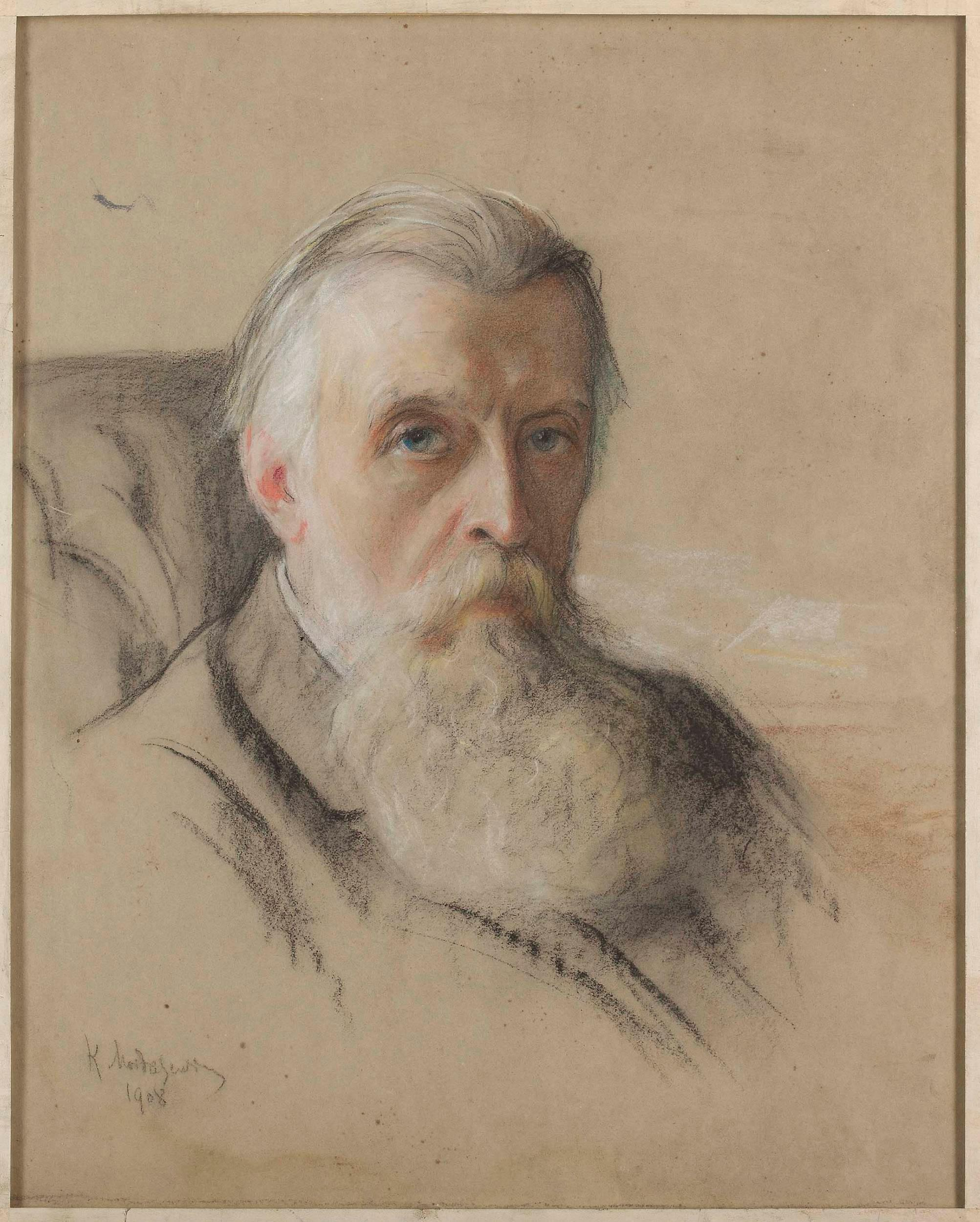
Kazimierz Mordasewicz – Portret AleksandraŚwiętochowskiego r. 1908

Pseudonymy Aleksandra Świętochowského: „Władysław Okoński“, „Posel prawdy“, „Oremus“, „Liber“, „Gezyasz“, „Nauczyciel“ aj.

### Literární a politické názory
Jeho manifest My i wy (1871) a Praca u podstaw (1873) obsahovaly hlavní programové předpoklady pozitivismu. V životě se hlásil k liberalismu a v meziválečném období byl publicistou vystupující proti sanaci.
Świętochowského díla zahrnovaly hry na filozofická a morální témata a dějiny myšlenek.
V roce 1927 obdržel literární cenu města Lodž. 5. listopadu 1935 obdržel vyznamenání Złoty Wawrzyn Akademicki za wybitną twórczość literacką. V závěrečné fázi života změnil své názory. Jako radikální levicově orientovaný liberál zabočil doprava a přiblížil se k Národní demokracii.

## Dílo
Souborná vydání Pism (1896–1900), II. vyd. (1908–1909), 7. díl zahrnuje: I–II. Obrazki powieściowe, III. Bajki, IV–VI. Utwory dramatyczne, VII. Duchy, pt. I–III. (Části IV–VI v roce 1909 jako VIII. díl Pism, poemat dramatyczny prozą, hlavní dílo Świętochowského). Pamiętnik tištěný v "Wiadomości literature" (1931/1932). Dále vydal: Genealogia teraźniejszości (1936), román Twinko (1936).

### Kniha pro mládež
Czcigodni Polacy. Charaktery (1923).

### Dramata
- 1876 – Niewinni, Nieśmiertelne dusze. I. Ojciec Makary
- 1878 – Piękna
- 1879 – Dramata (Antea, Na targu, Helvia, Poddanka, Błazen, Za maską)
- 1885 – Aspazja
- 1888 – Aureli Wiszar
- 1889 – Regina
- 1923 – Hultaj (komedia)

### Romány
- 1879 – O życie (Damian Capenko, Chawa Rubin, Karl Krug)
- 1880 – Klemens Boruta
- 1914 – Drygałowie
- 1929 – Nałęcze
- 1936 – Twinko

### Filozofické studie
- 1877 – O powstawaniu praw moralnych, Dumania pesymisty
- 1878 – Wolter
- 1880 – O epikureizmie
- 1896 – Poeta jako człowiek pierwotny
- 1906 – O prawach człowieka i obywatela. O prawach mniejszości
- 1910 – Utopie w rozwoju historycznym
- 1911 – Ofiarność obywatelska
- 1912 – Źródła moralności
- 1925–1928 – Historia chłopów polskich w zarysie
- 1936 – Genealogja teraźniejszości

### V češtině
- Omeleta v lesích – přeložil Vlad. Rovinský; in: 1000 nejkrásnějších novel... č. 31. Praha: J. R. Vilímek, 1912